# ピアノソナタ第20番 (ベートーヴェン)
ピアノソナタ第20番（ピアノソナタだいにじゅうばん）ト長調 作品49-2は、ルートヴィヒ・ヴァン・ベートーヴェンが作曲したピアノソナタ。

## 概要
本作品は第19番 ト短調と共に1805年1月にウィーンの美術工芸社から出版された。作品49の2曲は番号が前後の作品とは作曲年代が大きく隔たっており、最初の着想がスケッチブックに書き留められたのは1795年から1796年頃のことであった。完成は第20番が先で1796年、第19番は1798年であると考えられ、第3番や第4番のソナタと近い時期の作品である。このように時間が経ってから初期の作品が出版されたのは、作曲者の弟であるカスパーが出版社に楽譜を持ち込んだからであるとされる。
初版譜に付された題名は「2つのやさしいソナタ（Deux Sonates Faciles）」であり、2楽章制の簡素な形式からしばしばソナチネとされる。楽譜には献辞も掲げられておらず作曲の背景は明らかではないが、おそらく弟子のために書かれたものと考えられる。この作品は題名の通り演奏も容易であり、日本でも初歩の教材として頻繁に取り上げられるなど有名である。しかしその内容は格調高く、芸術音楽としてのたたずまいは確固たるものに仕上がっている。

## 楽曲構成

### 第1楽章
Allegro ma non troppo 2/2拍子 ト長調
ソナタ形式。堂々とした主和音と、曲の重要な素材となる3連符の動機に始まる第1主題で幕を開ける（譜例1）。
譜例1
3連符による経過部に続き、ニ長調の可憐な第2主題が奏される（譜例2）。3連音によるパッセージの出現、第2主題の楽想は譜例1の段階で既に暗示されている。
譜例2
3連符の音階が上昇、下降を繰りかえすコデッタを経て提示部は閉じられる。展開部はニ短調に始まり、短い中にイ短調、ホ短調と転調を重ねる。再現部は経過部がやや広がりを持って現れながらも定型通りに進み、最後は小気味よく楽章を終える。

### 第2楽章
Tempo di Menuetto 3/4拍子 ト長調
メヌエット風のロンド形式。冒頭に出される譜例3の第1主題は、後の2作品に転用された。このソナタが1796年完成とみなされており、1799年～1800年作とされるベートーヴェン自身の七重奏曲 作品20 第3楽章にまず転用された。七重奏曲 作品20は、ベートーヴェン自身によって1802年に三重奏曲 作品38 変ホ長調へと編曲されたことから、三重奏曲でも同様にこの主題の楽章が含まれる。このことから、この主題にベートーヴェンが何らかの可能性を感じていたと考えられる。
譜例3
経過句を経て次の主題がニ長調で軽やかに出される（譜例4）。

譜例4
音の流れが次第に緩やかになり付点音符のリズムが現れると、そのまま譜例3の冒頭へと接続される。続くエピソードはハ長調で堂々と出される（譜例5）。

譜例5
ロンド主題の再現の後には簡潔なコーダが置かれている。なお、原典版の強弱記号は全曲を通して第2楽章にピアニッシモが2か所指示されているのみである。